# 34+35
«34+35» (pronunciado «thirty-four thirty-five») es una canción interpretada por la cantautora estadounidense Ariana Grande, incluida de la segunda pista de su sexto álbum de estudio, Positions (2020). Fue escrito por Grande, Albert Stanaj, Courageous Xavier Herrera, Scott Nicholson, Steven Franks, Tayla Parx, Victoria Monét y sus productores Peter Lee Johnson y Tommy Brown. El 30 de octubre de 2020, Republic Records lanzó la canción como el segundo sencillo del álbum. El título y el coro de la canción hacen referencia a la posición sexual 69, mientras que el resto de la letra presenta varios juegos de palabras sexuales, dobles sentidos y bromas sexuales. El 15 de enero de 2021 se lanzó un remix de la canción con la cantante y rapera estadounidense Doja Cat y la rapera estadounidense Megan Thee Stallion. El remix está incluido en la edición de lujo de Positions.
«34+35» debutó en el número ocho en el Billboard Hot 100 de Estados Unidos, convirtiéndose en el sencillo número 18 de Grande. Más tarde subió al número dos tras el lanzamiento del remix. También debutó en el número cinco en el Billboard Global 200, convirtiéndose en el segundo sencillo top ten de Grande en la lista, antes de alcanzar un pico en el número dos. Además, «34+35» alcanzó su punto máximo entre los diez primeros en Argentina, Australia, Bolivia, Canadá, Guatemala, Irlanda, Malasia, Panamá, Perú, Paraguay, Puerto Rico, Singapur, Venezuela y el Reino Unido, lo que le dio a Grande su 19.º lugar entre los diez primeros sencillos en el Reino Unido.

## Antecedentes y promoción
«34+35» se reveló por primera vez cuando Grande anunció la lista de canciones de Positions a través de las redes sociales el 24 de octubre de 2020. Grande comenzó a trabajar en la canción en 2019 y la terminó en septiembre de 2020 después de que decidió que estaría en el álbum. Originalmente se pretendía que fuera el sencillo principal antes de ser reemplazado por la canción principal «Positions», después de que Grande decidiera que era más apropiado ya que daba una representación más precisa del álbum. Dada la naturaleza explícita de la canción, que ha sido comparada con trabajos anteriores de Grande como «Side to Side» y «Dangerous Woman», Grande dijo que estaba "muy nerviosa" por la canción inicialmente, temiendo que "distraería de la vulnerabilidad y la dulzura que es el resto del álbum". Dijo que era sonoramente "una de [sus] cosas favoritas [que ella y su equipo] han hecho", y agregó: "seguro que merece [d] un lugar en el álbum... Creo que todo lo que hago tiene un poco de humor, y la gente sabe que realmente no estoy sentado aquí hasta el amanecer".
Para promocionar la canción, Grande lanzó un "gorro de papá 34+35" en su tienda oficial de mercancías, que presenta gráficos de "34+35" bordados en el frente de una gorra de béisbol. "34+35" se envió a la radio de éxito contemporánea en Australia y los Estados Unidos el 30 de octubre y el 3 de noviembre de 2020, respectivamente. Se lanzó un video con letra en YouTube el 30 de octubre de 2020.

## Composición
"34+35" es una canción uptempo escrita con un tempo de 110 latidos por minuto en la clave de Fa mayor, mientras que la voz de Grande va desde una nota baja de G 3 hasta una nota alta de D 5. La letra de la canción incluye juegos de palabras sexuales, doble sentido y bromas sexuales, mientras que el título de la canción (que, como expresión matemática, se evalúa como 69) y el coro hacen referencia a la posición sexual 69, y la letra del outro incluye "Means I wanna 69 witcha". Otras letras incluyen referencias sexuales explícitas, como "¿Puedes quedarte despierto toda la noche? / Fóllame hasta que amanezca". La canción fue escrita sobre la vida sexual de Grande con su esposo Dalton Gómez. Según Grande, la línea, "just gimme them babies", fue sugerida por el compositor Scott Nicholson como una broma para completar el primer verso, la noche que comenzaron a escribir la canción, pero le gustó tanto que terminó en la final. versión. El terremoto al que se hace referencia en el tercer verso ("Tengo a los vecinos gritando" ¡Terremoto! "/ 4.5 cuando hago temblar la cama") se basó en un terremoto real de magnitud 4.5 que ocurrió en el sur de California en septiembre de 2020. Grande escribió el puente junto con los compositores Tayla Parx y Victoria Monét.
Mary Siroky de Consequence of Sound calificó la pista de "abrumadoramente lúdica" y "sin restricciones", con Heather Taylor-Singh de Exclaim! escribiendo que presentaba una "sensualidad abierta". Adam White de The Independent calificó la letra de la canción como "de mente sucia" y "tiernamente irónica", mientras que Brenton Blanchet de Clash consideró "34+35" como "la pista más sexualmente explícita de Grande". De manera similar, Natalie Morin de Refinery29 llamó a la canción "La obra maestra del sexo de Grande".

## Recepción de la crítica
En su clasificación de cada canción en Positions, donde "34+35" se ubicó en el número dos, Jason Lipshutz de Billboard elogió a Grande por ser uno de los "pocos artistas que trabajan hoy en día [que] podrían lanzar una pista sexual explícita que suena tan lujosa y profusamente detallada", describiendo la canción como" sin disculpas y tremendamente divertida, con Grande ignorando la necesidad de eufemismo y legítimamente confiada en su enfoque". Escribiendo para The Line of Best Fit, Ross Horton identificó "34+35" como la mejor canción y la "declaración de misión" del álbum, y escribió que "la cantidad de juegos de palabras, dobles sentidos y bromas esparcidos es asombrosa". Brenton Blanchet de Clash escribió que la canción "golpea tan fuerte como su destreza lírica", llamándola la "pista de hacer bebés" en Positions y refiriéndose a su coro "NSFW " como "adictivo".
Chris Willman, de Variety comentó que "34+35" era "un poco del lado de las risas de colegiala" y que la literalización del chiste 69 de la canción en el outro era "innecesaria". Shaad D'Souza de The Fader se refirió a la canción como una "oda hammy al 69-ing" que "no intenta ni siquiera la insinuación más vagamente inteligente". Slant Magazine ' Alexa campo considerado letra de la canción 'habla mucho de la almohada vacía y silbatos para perros abundante.' Emma Madden de Entertainment Weekly criticó la letra de la canción, escribiendo, "Grande canta que ella 'nunca fue buena' en la clase de matemáticas en '34+35 ', y parece que podría ser igualmente mala en juegos de palabras relacionados con las matemáticas".

### Listas de fin de año
Uproxx clasificó "34+35" como la novena mejor canción de 2020, con Caitlin White comentando que la canción es más despreocupada y divertida que el sencillo principal "Positions", y que "tiene todos los ingredientes de un éxito de álbum tardío, y pasará a formar parte del catálogo de Ari como una de sus propuestas más inteligentes". LaTesha Harris de NPR clasificó "34+35" como la octava mejor canción de 2020. Tidal clasificó "34+35" como la 32.ª mejor canción pop de 2020. Jessica McKinney de Complex clasificó "34+35" como la 42.ª mejor canción de 2020. Calificando su producción de "inmaculada", comentó que la canción es "sexualmente explícita, seductora, lujosa y elegante, guiada por la sensual voz de Grande".

## Desempeño comercial
Tras el lanzamiento de Positions, "34+35" debutó en el número ocho en la edición de la lista Billboard Hot 100 de EE. UU. Con fecha del 14 de noviembre de 2020, atrayendo 21.7 millones de transmisiones, 5.7 millones de impresiones de audiencia en el aire y 3.000 descargas digitales vendidas en su primera semana de seguimiento. Se convirtió en el décimo octavo sencillo de Grande entre los diez primeros, empatándola con Beyoncé en el octavo lugar entre las mujeres en los 62 años de historia de la lista. Desde que obtuvo su primer éxito entre los 10 primeros con "The Way" en abril de 2013, ninguna otra artista femenina ha obtenido tantos éxitos del Top 10 del Hot 100 como Grande. "34+35" también debutó en el número cinco en la edición de la lista Billboard Global 200 con fecha del 9 de noviembre de 2020, convirtiéndose en el segundo top ten de Grande. Con la ayuda de "34+35" y "Positions", el último de los cuales estaba en el número uno, Grande se convirtió en la primera mujer y la tercera artista en general, uniéndose a Justin Bieber y BTS, con dos éxitos entre los cinco primeros cada uno en el Global 200. hasta aquí. Tras el lanzamiento de su remix, "34+35" se disparó a un nuevo pico del número dos en el Hot 100, bloqueado desde el primer lugar por Drivers License de Olivia Rodrigo, albergando más de 24.2 millones de transmisiones bajo demanda y 8,000 descargas digitales. marcando así el duodécimo top 5 de Grande en el Hot 100, y la segunda pista fuera de Positions para hacerlo. "34+35" también marcó la canción más alta en las listas de éxitos acreditada a tres o más mujeres solistas en el Hot 100 desde Christina Aguilera, Mýa, Pink y Lil 'Kim "Lady Marmalade" en 2001. Además, también alcanzó un nuevo pico en el número dos en la lista Billboard Global 200 y entró en Global 200 Excl. En la lista de Estados Unidos por primera vez en el número cinco, convirtiéndose en el tercer top ten de Grande en la lista. Tras el lanzamiento del video musical de la remezcla, "34+35" volvió a alcanzar el número dos en la lista con fecha del 27 de febrero de 2021, atrayendo 18.1 millones de transmisiones, 60.2 millones de impresiones de audiencia en el aire y 16,000 descargas digitales vendidas dentro de su decimosexto semana de seguimiento. Esta vez, Grande fue acreditada únicamente en la lista. El 6 de abril de 2021, "34+35" fue certificado como Doble Platino por la Recording Industry Association of America (RIAA) por mover 2 millones de unidades en los Estados Unidos. 
En la lista de reproducciones de los Top 40 de la corriente principal de Billboard de EE. UU., "34+35" alcanzó el puesto número uno en el número del 13 de febrero de 2021, convirtiéndose en el segundo éxito consecutivo en la lista del álbum principal Positions y consiguiendo a Grande su octavo sencillo número uno y el 18 en general diez mejores sencillos. Reemplazó las propias "Positions" de Grande, que dominó la lista durante siete semanas consecutivas, convirtiendo a Grande en la primera artista en tener éxito en el número uno como el único acto acreditado en ambas pistas. Junto a Mariah Carey, Outkast, Iggy Azalea y Halsey, Grande también se convirtió en el quinto artista en la historia de Billboard en reemplazarse en la lista de reproducción de canciones Pop Songs. Permaneció en el número uno por segunda semana consecutiva. La misma semana Grande ocupó simultáneamente los dos primeros puestos de la lista de reproducción de música pop con "34+35" y " Positions ", convirtiendo a Grande en el primer artista en ocupar simultáneamente los dos primeros con dos canciones en solitario. Junto a Mariah Carey, Outkast, Pharrell Williams, Iggy Azalea y Halsey, Grande también se convirtió en el sexto artista en la historia de Billboard en ocupar simultáneamente los dos primeros puestos de la lista de reproducción de canciones Pop Songs. Permaneció en el número uno durante tres semanas consecutivas. También alcanzó el puesto número uno en la lista de reproducciones al aire de Billboard Rhythmic Top 40 en el número del 13 de marzo de 2021, convirtiéndose en el tercer éxito número uno de Grande y el 13 en el top diez en general en la lista de transmisiones rítmicas.
En Canadá, "34+35" entró en la lista Canadian Hot 100 en el número ocho en el número del 14 de noviembre de 2020, convirtiéndose en el sencillo número 18 de Grande en el país. Tras el lanzamiento del remix con Doja Cat y Megan Thee Stallion, "34+35" alcanzó el número cinco en el número del 30 de enero de 2021, convirtiéndose en el segundo top cinco del álbum principal Positions.
En el Reino Unido, "34+35" debutó en el número nueve en la lista de sencillos del Reino Unido en la semana que finalizó el 12 de noviembre de 2020, convirtiéndose en la decimonovena entrada entre los diez primeros en Gran Bretaña. Se recuperó a un nuevo pico del número ocho en la semana que finalizó el 14 de enero de 2021. Tras el lanzamiento del remix con Doja Cat y Megan Thee Stallion, "34+35" alcanzó el número tres en la semana que finalizó el 28 de enero de 2021, convirtiéndose en el 15.º top cinco de Grande en el Reino Unido. En Irlanda, "34+35" debutó en el número cuatro en la lista de sencillos irlandeses, convirtiéndose en el décimo octavo sencillo de Grande en el país.
"34+35" también logró el éxito en Oceanía; la canción debutó en el número nueve en el ARIA Sencillos Chart, lo que le valió a Grande su 17.º sencillo entre los diez primeros en el país. Tras el lanzamiento del remix con Doja Cat y Megan Thee Stallion, "34+35" alcanzó un nuevo pico en el número cinco en la ARIA Sencillos Chart, convirtiéndose en el segundo top cinco de Positions después de la canción principal que debutó y alcanzó el número máximo uno. En Nueva Zelanda, "34+35" alcanzó el puesto número tres en la edición de la lista de sencillos de Nueva Zelanda con fecha del 25 de enero de 2021.

## Video musical
Un video musical dirigido por Director X fue lanzado el 17 de noviembre de 2020 en el canal de YouTube de Grande. El video se estrenó a las 9 a. m. PST. El video comienza con Grande en un laboratorio, vistiendo una bata de laboratorio. Se la puede ver garabateando notas y maniobrando maquinaria. Grande también estudia una versión robótica de sí misma y lucha por hacer que el robot cobre vida. Después de muchos intentos, el robot se despierta y transforma toda la ropa de los científicos en camisones que recuerdan a los fembots de  Austin Powers  mientras todos comienzan a bailar. El video musical contiene referencias a la película Metrópolis de 1927.
Nylon nombró el video musical «34+35» como uno de los videos musicales más memorables de 2020.

## Créditos y personal
Créditos adaptados de Tidal y las notas del álbum de Positions.
- Ariana Grande - voz, coros, composición, producción vocal, arreglos vocales, ingeniería de audio
- Tommy Brown - composición, producción
- Steven Franks - composición, coproducción
- Peter Lee Johnson - composición, producción, cuerdas
- Valiente Xavier Herrera - composición, coproducción
- Scott Nicholson - composición
- Victoria Monét - composición
- Tayla Parx - composición
- Albert Stanaj - composición
- Billy Hickey - ingeniería de audio
- Serban Ghenea - mezcla
- Randy Merrill - masterización

### Grabación y gestión
- Grabado en Champagne Therapy Studios (Los Ángeles, California)
- Mezclado en MixStar Studios (Virginia Beach, Virginia)
- Masterizado en Sterling Sound (Nueva York, Nueva York)
- Publicado por Universal Music Group Corp. (ASCAP) / GrandAriMusic (ASCAP), Avex Music Publishing (ASCAP), Amnija / Songs of Universal (BMI), Tayla Taylor Monet Music/Warner Chappell (BMI) y Reservoir Media Music (ASCAP); todos los derechos administrados en todo el mundo por Reservoir Media Management, Inc., Songs of Universal (BMI) y Pretty Suspect (BMI)

## Posicionamiento en listas
| Listas (2020–2021)                          | Mejor posición |
| ------------------------------------------- | -------------- |
| Argentina Anglo (Monitor Latino)            | 8              |
| Australia (ARIA)                            | 5              |
| Austria (Ö3 Austria Top 40)                 | 40             |
| Bélgica (Flandes) (Ultratip Bubbling Under) | 1              |
| Bélgica (Valonia) (Ultratip Bubbling Under) | 8              |
| Bolivia Anglo (Monitor Latino)              | 8              |
| Brasil (Top 100 Brasil)                     | 94             |
| Canadá (Canadian Hot 100)                   | 5              |
| Colombia Anglo (Monitor Latino)             | 11             |
| República Checa (Singles Digitál Top 100)   | 67             |
| Dinamarca (Tracklisten)                     | 33             |
| Finlandia (Radiosoittolista)                | 93             |
| Francia (SNEP)                              | 86             |
| Alemania (Offizielle Deutsche Charts)       | 59             |
| Billboard Global 200                        | 2              |
| Grecia (IFPI)                               | 11             |
| Guatemala Anglo (Monitor Latino)            | 7              |
| Hungría (Single Top 40)                     | 12             |
| Hungría (Stream Top 40)                     | 20             |
| Irlanda (IRMA)                              | 4              |
| Italia (FIMI)                               | 82             |
| Lituania (AGATA)                            | 16             |
| Países Bajos (Mega Single Top 100)          | 32             |
| Nueva Zelanda (Recorded Music NZ)           | 3              |
| Noruega (VG-lista)                          | 26             |
| Panamá Anglo (Monitor Latino)               | 8              |
| Perú Anglo (Monitor Latino)                 | 6              |
| Portugal (AFP)                              | 13             |
| Paraguay Anglo (Monitor Latino)             | 4              |
| Puerto Rico Anglo (Monitor Latino)          | 4              |
| Rumania (Airplay 100)                       | 100            |
| Escocia (Scottish Singles Sales Chart)      | 74             |
| Singapur (RIAS)                             | 2              |
| Eslovaquia (Singles Digitál Top 100)        | 49             |
| Corea del Sur (Gaon)                        | 137            |
| España (PROMUSICAE)                         | 78             |
| Suecia (Sverigetopplistan)                  | 34             |
| Suiza (Schweizer Hitparade)                 | 33             |
| Reino Unido (UK Singles Chart)              | 3              |
| Estados Unidos (Billboard Hot 100)          | 2              |
| Estados Unidos (Adult Top 40)               | 24             |
| Estados Unidos (Dance/Mix Show Airplay)     | 3              |
| Estados Unidos (Mainstream Top 40)          | 1              |
| Estados Unidos (Rhythmic)                   | 1              |
| Estados Unidos Rolling Stone Top 100        | 2              |
| Venezuela Anglo (Monitor Latino)            | 10             |

## Historial de lanzamiento
| Región    | Fecha                 | Formato                     | Discográfica          | Ref.    |
| --------- | --------------------- | --------------------------- | --------------------- | ------- |
| Varios    | 30 de octubre de 2020 | Descarga digital, streaming | Republic Records      | [ 105 ] |
| Australia | 30 de octubre de 2020 | Contemporary hit radio      | Universal Music Group | [ 106 ] |

## Certificaciones
| País                                                                 | Certificación | Ventas    |
| -------------------------------------------------------------------- | ------------- | --------- |
| Australia (ARIA)                                                     | Platino       | 70,000^   |
| Canadá (Music Canada)                                                | Platino       | 80,000    |
| España (PROMUSICAE)                                                  | Oro           | 30,000    |
| Nueva Zelanda (RMNZ)                                                 | Platino       | 30,000    |
| Norway (IFPI Noruega)                                                | Oro           | 30,000    |
| Portugal (AFP)                                                       | Oro           | 5,000x    |
| Reino Unido (BPI)                                                    | Oro           | 400,000^  |
| Estados Unidos (RIAA)                                                | 2× Platino    | 2,000,000 |
| x cifras no especificadas sobre base de la certificación por sí sola |               |           |

## Remix
El 15 de enero de 2021, Grande lanzó un remix de "34+35", con la rapera estadounidense Megan Thee Stallion y la cantante y rapera estadounidense Doja Cat. "34+35 Remix" se envió a varias estaciones de radio como un sencillo. El video musical fue lanzado el 12 de febrero de 2021.

### Antecedentes y lanzamiento
Doja Cat originalmente tenía un verso en el original, pero luego fue descartado a favor de "Motive". Se filtró un breve fragmento de la versión eliminada y apareció poco después del lanzamiento del álbum. El 7 de noviembre de 2020, Doja Cat interpretó su verso durante una transmisión en vivo en Instagram.
Cat insinuó por primera vez la colaboración entre ella y Grande y Stallion el 5 de enero de 2021. El 13 de enero, Grande se burló de un remix de "34+35" a través de las redes sociales mostrando un video corto de televisión que mostraba la portada con dos artistas desconocidos además de Grande. Al día siguiente, 14 de enero, reveló que los artistas eran Megan Thee Stallion y Doja Cat, y anunció que aparecerían en "34+35 Remix". También reveló la portada de "34+35 Remix", con Grande, Cat y Stallion vestidos como réplicas de fembots en el video musical original "34+35". "34+35 Remix" fue lanzado oficialmente el 15 de enero de 2021. Fue lanzado junto con un video lírico que se basó en la portada. "34+35 Remix" fue enviado a estaciones de radio de éxito contemporáneas en el Reino Unido el 22 de enero. El 12 de febrero se ha lanzado un CD de "34+35 Remix". Se anunció que "34+35 Remix" se incluirá en la edición de lujo de Positions en febrero.

### Composición y recepción crítica
"34+35 Remix" presenta un sonido pop y ve a Doja Cat y Megan Thee Stallion interpretar el segundo y tercer verso, respectivamente. El verso de Cat incluye la línea notable "Quiero ese 69 sin Tekashi", una referencia a Tekashi69. En el verso de Stallion, menciona las aplicaciones de transmisión de medios Netflix y Hulu, videos hágalo usted mismo creados en la aplicación para compartir videos YouTube y la cadena de cafeterías Starbucks. Bianca Betancourt de Harper's Bazaar dijo que el trío "no defrauda" y que Doja Cat y Megan Thee Stallion "flotan sin esfuerzo sobre sus respectivos versos". Callie Ahlgrim de Insider llamado "34+35 Remix" "descarada".

### Video musical
El 1 de febrero de 2021, Grande mostró un video musical con dos imágenes publicadas en sus redes sociales. El 5 de febrero, Grande, Cat y Stallion publicaron la misma foto de ellos en lencería en las redes sociales, insinuando un posible video. El 9 de febrero, Grande confirmó el video musical y anunció que su lanzamiento estaba programado para el 12 de febrero de 2021. Fue dirigida por Stefan Kohli.

#### Sinopsis y recepción
El video comienza con una escena en la que los cisnes están nadando en una piscina junto a Grande en una silla de jardín, leyendo una revista. Cuando comienza a cantar, hay un primer plano de su cara, y durante la línea "Solo dame bebés", la cámara retrocede y muestra a Cat y Stallion en otras dos sillas de jardín. Todos los actos posteriores parecen beber un champán. Después del verso de Cat, Grande está pidiendo comida a través de un servicio de intercomunicador en la habitación. Durante su verso, Stallion hace twerking en una bañera y todos los artistas están jugando en la cama con una videocámara. Grande lleva lencería Victoria's Secret Lace Plunge Teddy durante la mayor parte del video.
Steffanie Wang de Nylon resumió que en el video todos los actos "no sirven más que a la apariencia y los objetivos de estilo de vida aspiracional". Katie Atkinson de Billboard llamó al video "video perfecto para el día de las niñas".

### Créditos y personal
Créditos adaptados de Tidal.
- Ariana Grande - voz principal, coros, composición, ingeniería, arreglos vocales, producción vocal
- Doja Cat - composición de canciones
- Megan Thee Stallion - composición
- Mr. Franks - composición, coproducción
- Tommy Brown - composición, producción
- Peter Lee Johnson - composición, producción, coproducción, cuerdas
- Valiente Xavier Herrera - composición, coproducción
- Scott Nicholson - composición
- Victoria Monét - composición
- Tayla Parx - composició
- Billy Hickey - ingeniería
- Shawn "Source" Jarrett - ingeniería
- Serban Ghenea - ingeniería de mezclas
- Mike Dean - ingeniería de mezclas
- Randy Merrill - ingeniería maestra

### Posicionamiento en listas
| Listas (2021)                          | Mejor posición |
| -------------------------------------- | -------------- |
| Colombia (National-Report)             | 97             |
| Croacia Airplay (HRT)                  | 82             |
| Grecia (IFPI)                          | 68             |
| Japón (Billboard Japan Hot Overseas)   | 3              |
| Lituania (AGATA)                       | 30             |
| Nueva Zelanda Hot Singles (RMNZ)       | 2              |
| Estados Unidos (Rolling Stone Top 100) | 2              |

### Certificaciones
| Región | Certificaciones | Ventas     | Ref.    |
| ------ | --------------- | ---------- | ------- |
| México | Platino + Oro   | 66 000 000 | [ 148 ] |

## Historial de lanzamientos
| Región         | Fecha                  | Formato                     | Versión  |
| -------------- | ---------------------- | --------------------------- | -------- |
| Australia      | 30 de octubre de 2020  | Contemporary hit radio      | Original |
| Estados Unidos | 3 de noviembre de 2020 | Contemporary hit radio      | Original |
| Reino Unido    | 9 de enero de 2021     | Contemporary hit radio      | Original |
| Varios         | 15 de enero de 2021    | Descarga digital, streaming | Remix    |
| Estados Unidos | 18 de enero de 2021    | Hot adult contemporary      | Original |
| Reino Unido    | 22 de enero de 2021    | Contemporary hit radio      | Remix    |
| Reino Unido    | 30 de enero de 2021    | Hot adult contemporary      | Original |
| Varios         | 12 de febrero de 2021  | CD                          | Remix    |